# Rhynchostegiella sericeonitida
Rhynchostegiella sericeonitida là một loài Rêu trong họ Brachytheciaceae. Loài này được (Sakurai) Sakurai miêu tả khoa học đầu tiên năm 1954.